# Muhtar Auezov
Muhtar Omarhanulî Auezov (în kazahă: Мұхтар Омарханұлы Әуезов, în rusă: Мухтар Омарханович Ауэзов) (n. 28 septembrie 1897 - d. 27 iunie 1961) a fost un scriitor, filolog și folclorist kazah. În 1959, Muhtar Auezov a fost decorat cu Premiul Lenin.

## Opera
- 1933: Umăr la umăr ("Bilekke bilek")
- 1935: Povârnișul ("Schatkalang")
- 1942 - 1956: Abai sholu ("Абай жолы")

## Legături externe
- en  Biografie Arhivat în 14 decembrie 2015, la Wayback Machine.
- en  Auezov Museum Arhivat în 19 iunie 2010, la Wayback Machine.